# Fareed Majeed
Fareed Majeed Ghadban (ur. 17 sierpnia 1986 r.) – iracki piłkarz, reprezentant kraju grający na pozycji obrońcy.

## Kariera piłkarska
Przygodę z futbolem rozpoczął w 2002 w klubie Al-Talaba. W 2003 został zawodnikiem klubu Al-Quwa Al-Jawiya. W 2007przeszedł do Najaf FC. Od 2009 do 2010 był zawodnikiem Al-Kharitiyath. W sezonie 2010/2011 występował w Naft Tehran F.C. Od 2011 jest zawodnikiem Al-Shorta.

## Kariera reprezentacyjna
Karierę reprezentacyjną rozpoczął w 2007. W 2009 został powołany przez trenera Velibora Milutinovicia na Pucharze Konfederacji 2009, gdzie Irak odpadł w fazie grupowej. W sumie w reprezentacji wystąpił w 15 spotkaniach.